# Anschlag (Bau)
Der Anschlag ist die Art wie Türen, meist Anschlagtüren, und Fenster in einem Bauwerk oder Behältnis eingebaut werden.
Neben den Öffnungsrichtungen links und rechts unterscheidet man außen und innen. Welche Anschlagart gewählt wird, hängt von der Gestaltung der Laibung bzw. der Lage des Flügels zur Öffnung ab:
Außenanschlag
Das Fenster oder die Tür wird von außen eingebaut (selten; in Ostfriesland bei alten Häusern die Regel, damit der Wind den Fensterflügel in den Rahmen drückt, statt den Zwischenraum zu vergrößern).
Innenanschlag
Das Fenster bzw. die Tür wird von innen eingebaut (angeschlagen).
Stumpfanschlag (ohne Anschlag)
Die Maueröffnung ist durchgehend glatt. Vorteil: das Fenster bzw. die Tür kann in beliebiger Tiefe in die Maueröffnung eingesetzt werden.
Bei vielen Kühlschränken kann man die Tür für bequemen Zugang wahlweise links oder rechts anschlagen (befestigen) Ist die Tür links angeschlagen, so befindet sich das Scharnier links und der Griff rechts.